# Миронівська міська територіальна громада
Миронівська міська територіальна громада — територіальна громада в Україні, в Обухівському районі Київської області. Адміністративний центр — місто Миронівка.
Площа громади — 798,67 км², населення — 27 358 осіб (2020).

## Історія
До 2018 році Миронівській міській раді підпорядковувалися місто Миронівка та село Нова Олександрівка, що входили до Миронівського району Київської області.
У 2018 році була утворена Миронівська міська об'єднана територіальна громада шляхом об'єднання Миронівської міської ради та Центральненської і Яхнівської сільських рад Миронівського району. 23 грудня 2018 року пройшли перші вибори до нової Миронівської міської ради, що стала представницьким органом об'єднаної громади.
У 2019 році до об'єднаної громади доєдналися Владиславська сільська рада Миронівського району та Іванівська і Михайлівська сільські ради Богуславського району.
12 червня 2020 року Миронівська міська територіальна громада була сформована у складі Миронівської міської ради, Вікторівської, Владиславської, Ємчиської, Зеленьківської, Карапишівської, Козинської, Коритищенської, Кип'ячківської, Маслівської, Македонської, Олександрівської, Полівської, Потіцької, Пустовітської, Росавської, Тулинської, Центральненської, Шандрівської, Юхнівської, Яхнівської сільських рад Миронівського району та Іванівської, Михайлівської сільських рад Богуславського району. 17 липня громаду було включено до складу новоутвореного Обухівського району Київської області. 25 жовтня 2020 року пройшли перші вибори до нової Миронівської міської ради, що стала правонаступником рад розформованих громад.

## Населені пункти
У складі громади 1 місто (Миронівка) і 39 сіл:
- Андріївка
- Вахутинці
- Вікторівка
- Владиславка
- Горобіївка
- Гулі
- Ємчиха
- Зеленьки
- Іванівка
- Карапиші
- Кип'ячка
- Козин
- Коритище
- Кулешів
- Кутелів
- Македони
- Малі Прицьки
- Маслівка
- Матвіївка
- Микитяни
- Михайлівка
- Нова Миронівка
- Нова Олександрівка
- Олександрівка
- Олексіївка
- Польове
- Потік
- Пустовіти
- П'ятихатка
- Росава
- Салів
- Світле
- Тарасівка
- Тулинці
- Фролівка
- Центральне
- Шандра
- Юхни
- Яхни

## Старостинські округи
Усі села окрім Нової Олександрівки розподілені між 18-ма старостинськими округами.
- №1 Центральненський
- №2 Яхнівський
- №3 Владиславський
- №4 Вікторівський
- №5 Іванівський
- №6 Зеленьківський
- №7 Карапишівський
- №8 Кип'ячківський
- №9 Козинський
- №10 Македонський
- №11 Маслівський
- №12 Олександрівський
- №13 Полівський
- №14 Потіцький
- №15 Пустовітський
- №16 Росавський
- №17 Шандрівський
- №18 Юхнівський